# Victimes de nos richesses
Pour plus de détails, voir Fiche technique et Distribution.
Victimes de nos richesses est un  documentaire franco-malien réalisé en 2006.

## Synopsis
Un an après les évènements dramatiques qui se sont déroulés en septembre 2005 aux abords de Ceuta et Melilla, les enclaves espagnoles situées au nord du Maroc, des jeunes Africaines et Africains refoulés témoignent de leurs tentatives malheureuses de passage en Espagne, donnant leurs versions des faits de ces évènements.

## Fiche technique
- Réalisation : Kal Touré
- Production : Bandung Productions
- Scénario : Kal Touré
- Image : Kal Touré
- Son : Pascal Capitolin, Hamma Maiga
- Musique : Fantani Touré, Ali Farka Touré
- Montage : Eric Chevalier, Sory M’Bemba, Amélie Degouis

## Distinctions
- Panafricano - Cannes 2007
- Miroirs et cinémas d’Afriques - Marseille 2007
- FCAT 2008